# Янус (спътник)
 Тази статия е за естествения спътник на Сатурн.  За бога от древноримската митология вижте Янус.  
Янус е естествен спътник на Сатурн, носещ името на бога от римската митология Янус.

## Откриване и орбита
Янус и Епиметей заемат практически една и съща орбита около Сатурн. Поради тази причина първоначално те са били считани за едно и също тяло.
Спътникът е открит от Удуин Долфус на 15 декември 1966 г. (IAUC 1987). Новооткритият обект получава предварителното означение S/1966 S 2. Малко преди това Жан Тексеру заснема Янус на 29 октомври 1966 г., без да го разпознае като спътник на Сатурн. На 18 декември същата година Ричард Уокър прави сходни наблюдения и открива Епиметей.
Едва 12 години по-късно, през октомври 1978 г., Стивън Ларсон и Джон Фонтен заключват, че двете наблюдения през 1966 са на различни тела на сходни орбити около Сатурн.
Янус е наблюдаван от Пионер 11 при преминаването на апарата през Сатурновата система на 1 септември 1979 г. Три уреда за регистриране на частици отчитат „сянката“ му. Спътникът е заснет от Вояджър 1 на 1 март 1980 г.
Имената на двата спътника са утвърдени през 1983 г.

## Физически характеристики
Янус е покрит с множество кратери, по-големи от 30 km, и няколко линейни образувания. Повърхността му изглежда по-стара от тази на Епиметей, но по-млада от тази на Пандора. От ниската му плътност и сравнително високото му албедо може да се заключи, че Янус е поресто тяло с високо съдържание на лед.

## Орбитални взаимодействия между Епиметей и Янус
Епиметей и Янус са коорбитални спътници. Текущият орбитален радиус на Янус е 151 472 km, докато този на Епиметей е 151 422 km (разлика от около 50 km). Въпреки че тази разлика е по-малка от диаметрите на двата спътника (115 km за Епиметей и 178 km за Янус), спътниците не се сблъскват поради взаимното им гравитационно въздействие, което периодично изменя орбитите им. На всеки четири години тялото, намиращо се на по-ниска орбита, настига тялото на по-висока орбита, което се движи по-бавно. Взаимното привличане на телата води до снижаване на орбитата на тялото, което бива настигано и повишаване на орбитата на другото тяло. Така тялото, което бива настигано поради по-ниската си орбита, започва да се движи по-бързо от другото. В резултат на това двете тела де факто разменят орбитите си и избягват взаимен сблъсък.
Разменяне на орбити се осъществява на 21 януари 2006 и през 2010 г., когато орбиталният радиус на Янус се увеличава с ~20 km, а този на Епиметей намалява с ~80 km. Орбитата на Янус е по-малко засегната, защото той е около четири пъти по-масивен от Епиметей. Този ефект е единственият известен в Слънчевата система.

## Галерия
- Янус, заснет от Вояджър 2 на 25 август 1981 г.
- Янус и Прометей лежат над и под Сатурновите пръстени на тази снимка, направена от сондата Касини от 29 април 2006 г.
- Янус пред Сатурн, заснет от Касини на 25 октомври 2006 г.
- Янус, заснет от Касини на 20 февруари 2008 г.